# Флора (Кёльн)
Флора (нем. Die Flora Köln) — созданный в 1864 году ботанический сад в Кёльне. После трёхлетнего ремонта, в 2014 году, к 150-летней годовщине здесь вновь открылся для посещений парковый дворец (нем. Festhaus), также носящий наименование «Флора».

## История
Нынешний кёльнский ботанический сад «Флора» был задуман как альтернатива находившемуся в центре города, близ Кёльнского собора, ботаническому парку, на месте которого должен был расположиться новый железнодорожный вокзал. В 1862 году планировалось разбить «Флору» в прилегавшей к городу местности Риль (Riehl), ныне являющейся частью Кёльна. Обустройством парка занималось специально основанное гражданами Кёльна в 1863 году акционерное общество, которому покровительствовала прусская королева Августа. В рамках этого «Flora AG» за собранные 22 130 талера выкупили 5,6 гектаров, в непосредственной близости от созданного в 1860 году кёльнского зоопарка.
Общий план работ и разбивки ботанического сада произвёл проживавший в Бонне 73-летний королевский главный директор по парковым работам Петер Йозеф Ленне. Ботанический сад Флора он разработал в так называемом «смешанном германском стиле», соответствовавшем популярному в то время в Европе историзму. Ленне сумел совместить в своём ботаническом саду различные типы европейского садового мастерства. Так, садовый партер (Parterre) между главным входом и «Пальмовым павильоном» создан как французский парк барокко, пятиступенчатый водяной каскад с параллельно проложенными проходами с лиственными деревьями является типичным для итальянского парка эпохи Ренессанса, другой участок разбит по правилам английского паркового искусства. 14 августа 1864 года здесь открылся «Стеклянный дворец» — возведённый архитектором Максом Нолом зимний сад из стекла и металла. Здание соединяет элементы неоренессанса и неороманского стиля с мавританским стилем архитектуры, служит как пальмовый павильон и также носит название «Флора».
В 1912—1914 годах ботанический парк был расширен на 4,7 гектара, в 1919 году он стал использоваться вновь открытым Кёльнским университетом для научных исследований. После Первой мировой войны территорию парка под свои нужды заняли английские оккупационные войска, оборудовавшие здесь теннисные корты; лишь в 1926 году он вновь открылся для публики.

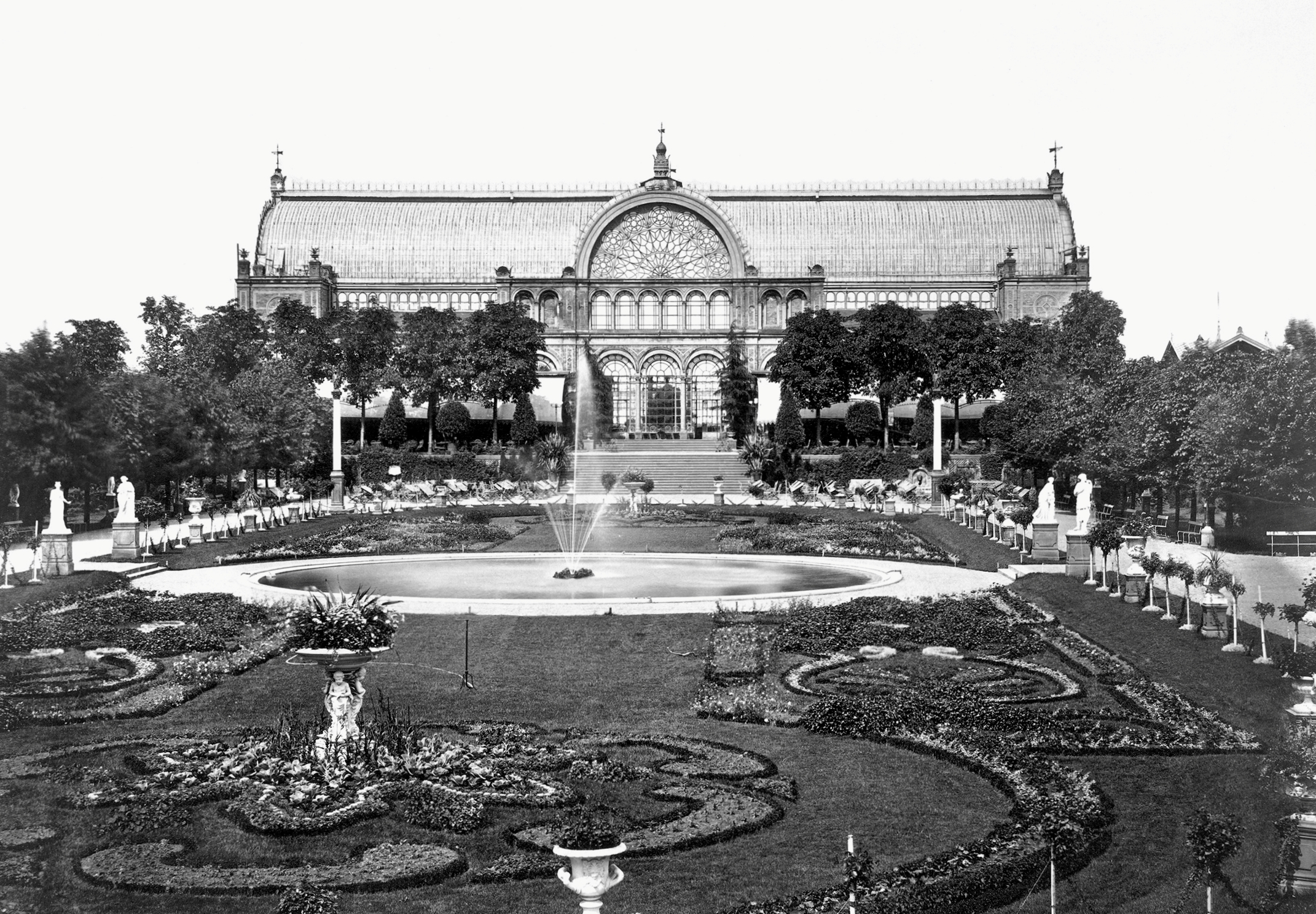
Историзм в парковом искусстве: Флора в 1880-м году
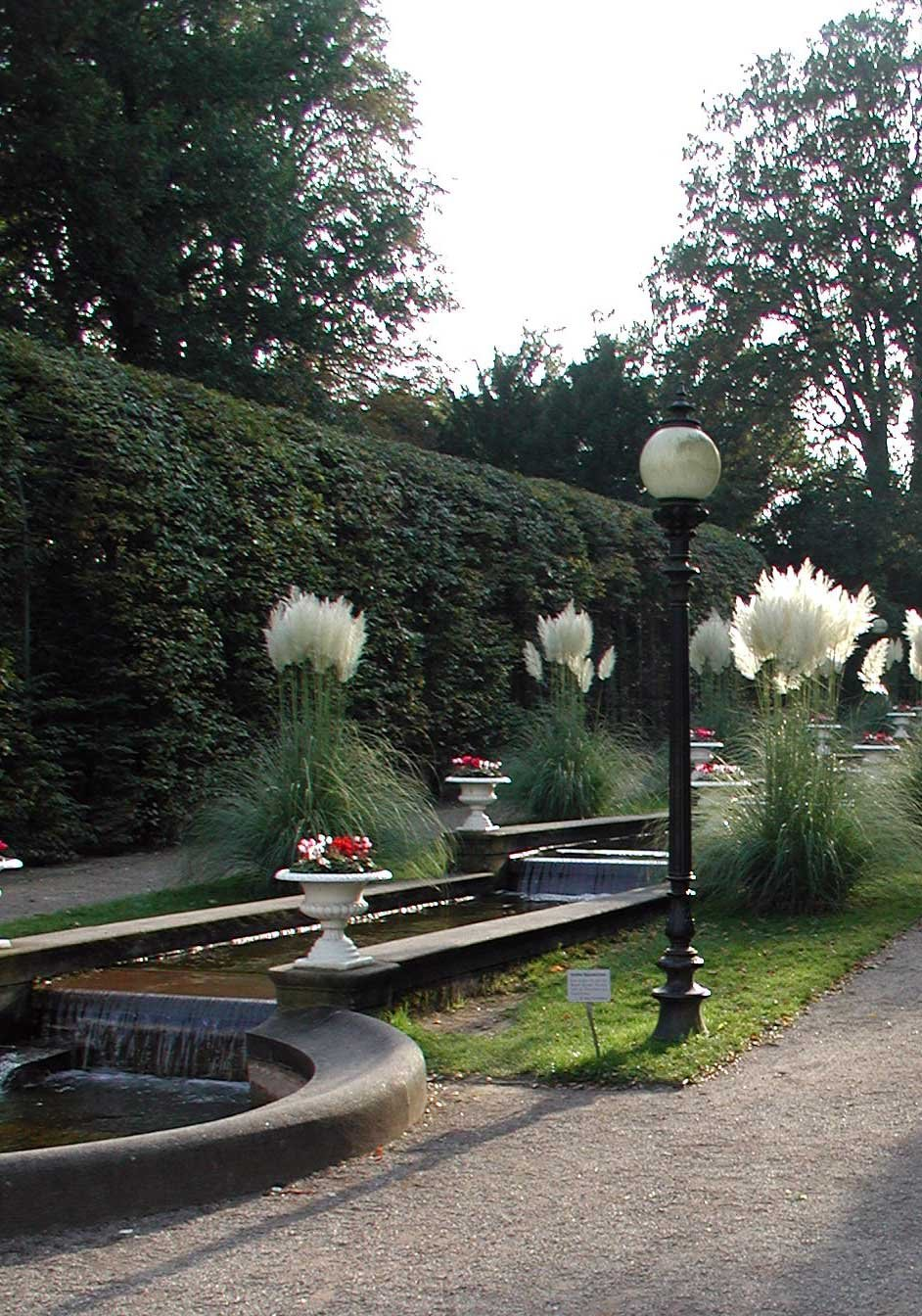
Итальянский ренессанс: Водный каскад
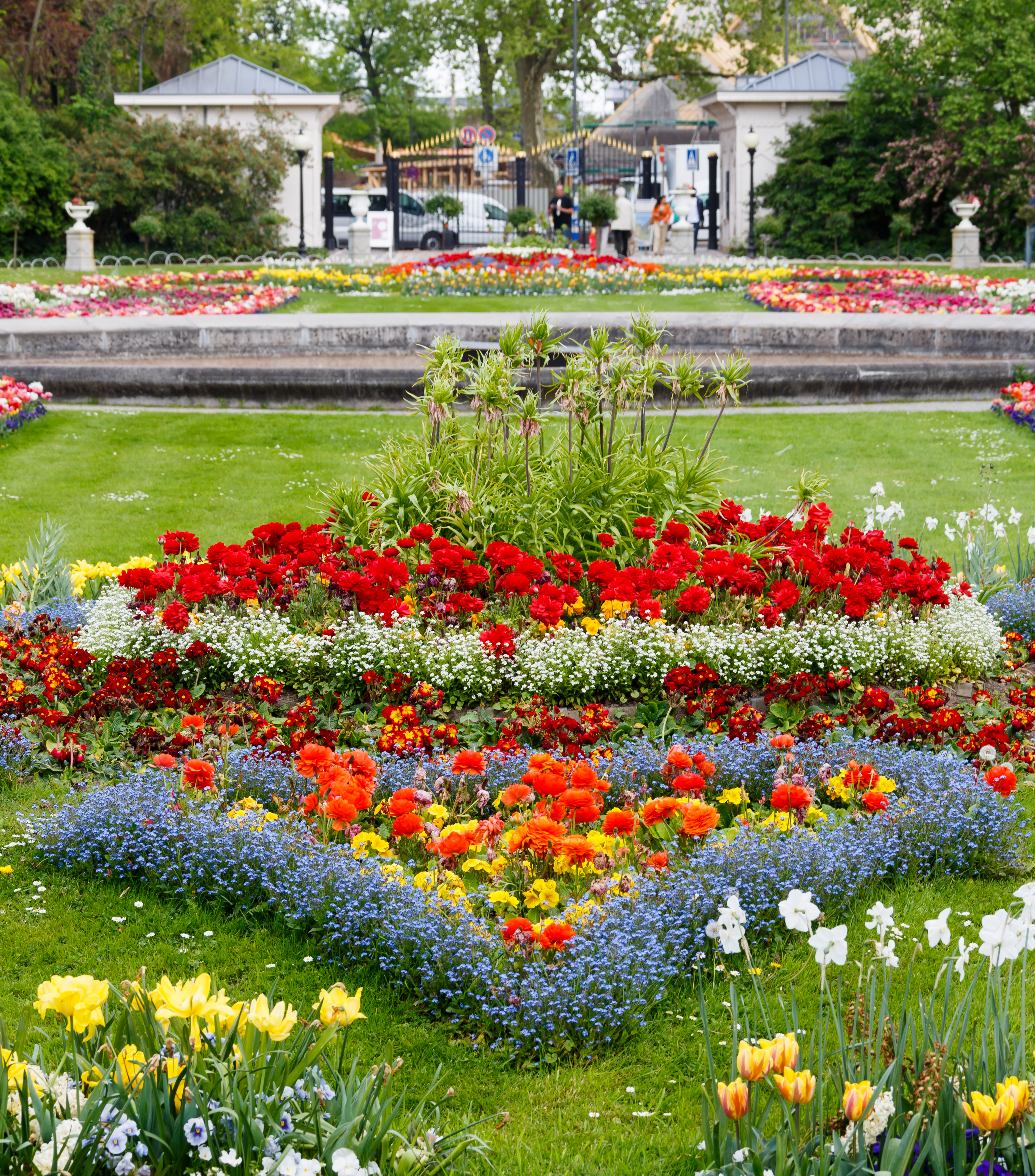
Французское барокко: Партер
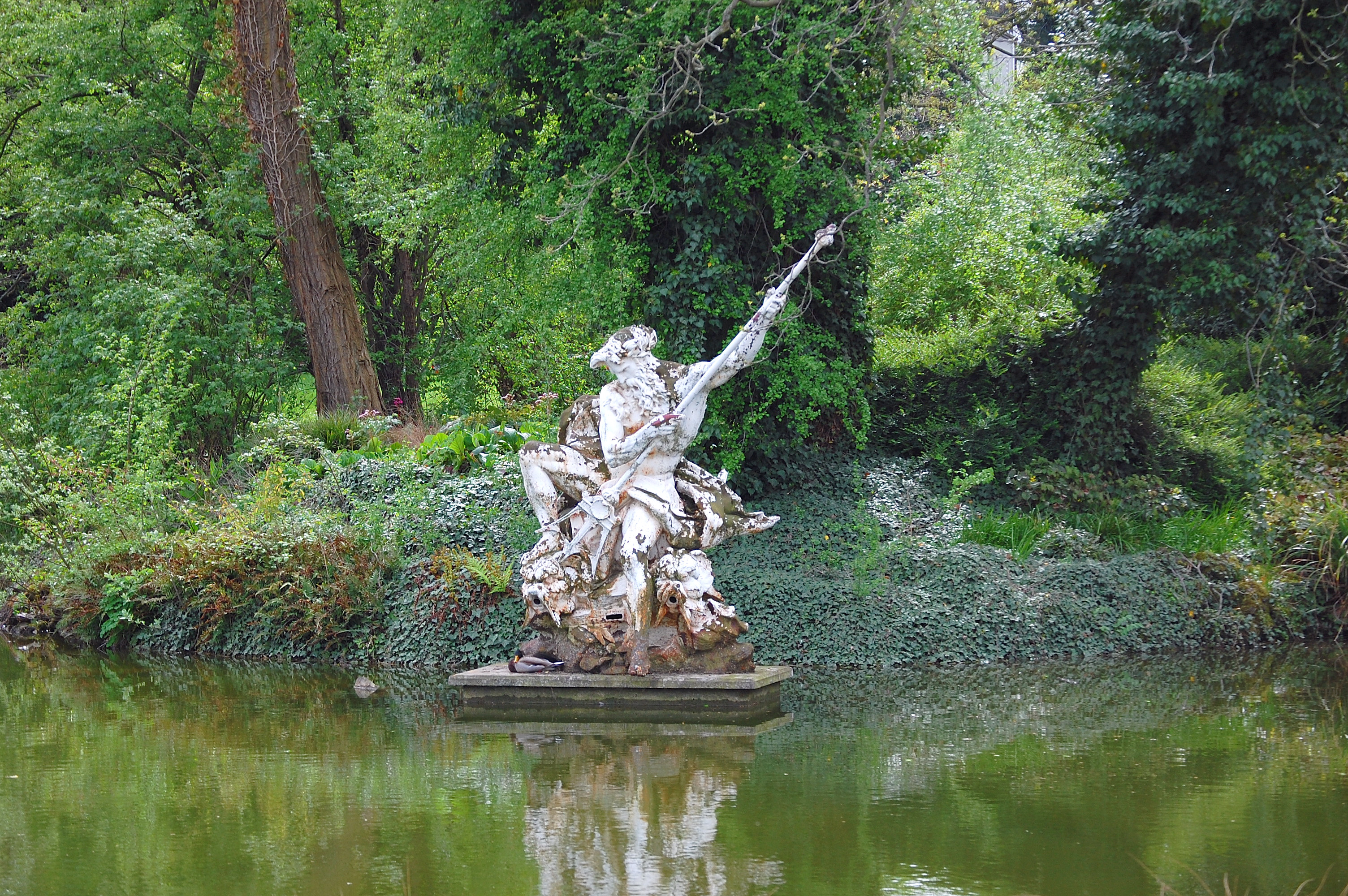
Немецкий идеализм: Флора, скульптура Нептуна
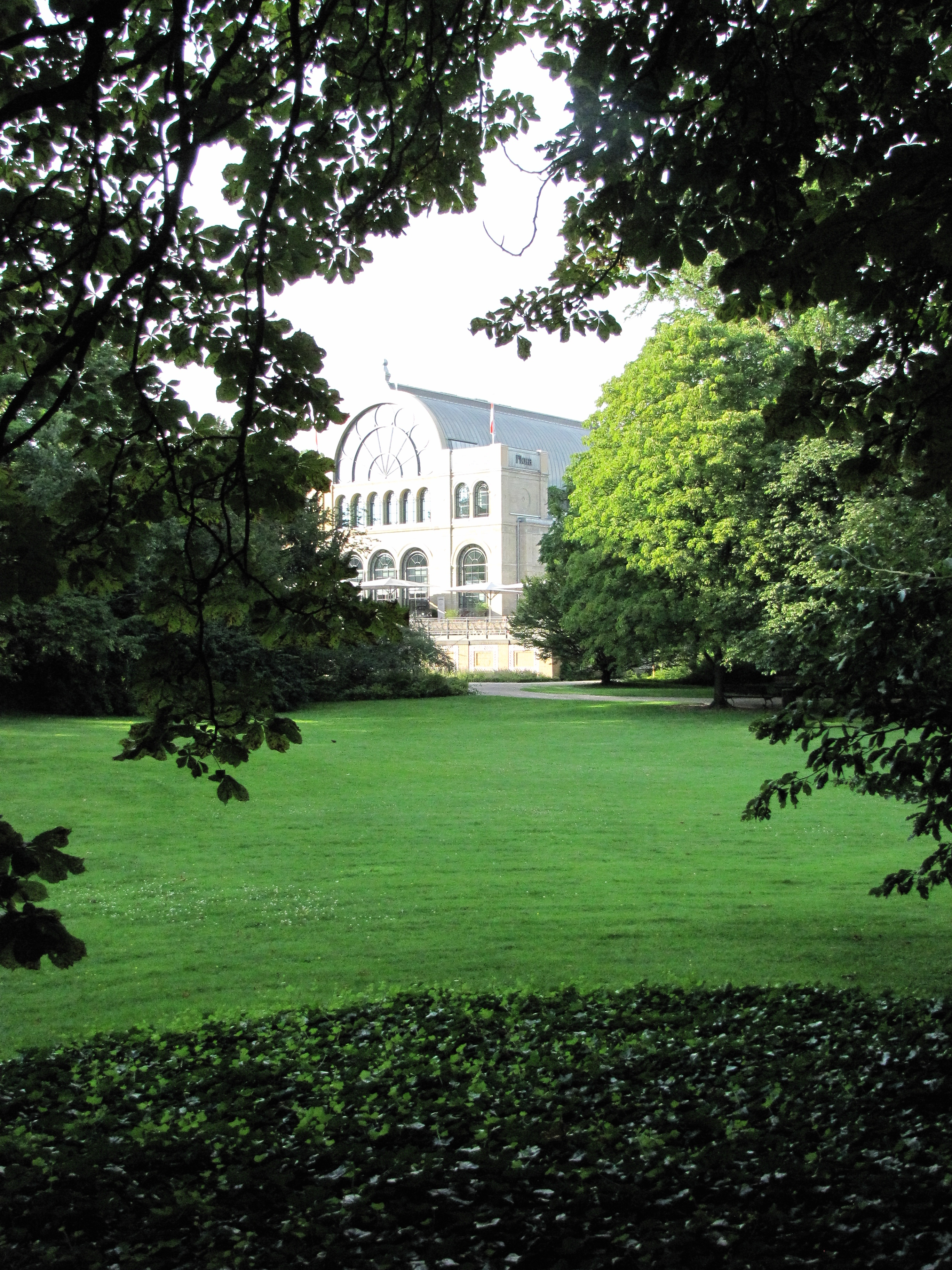
Английский парк
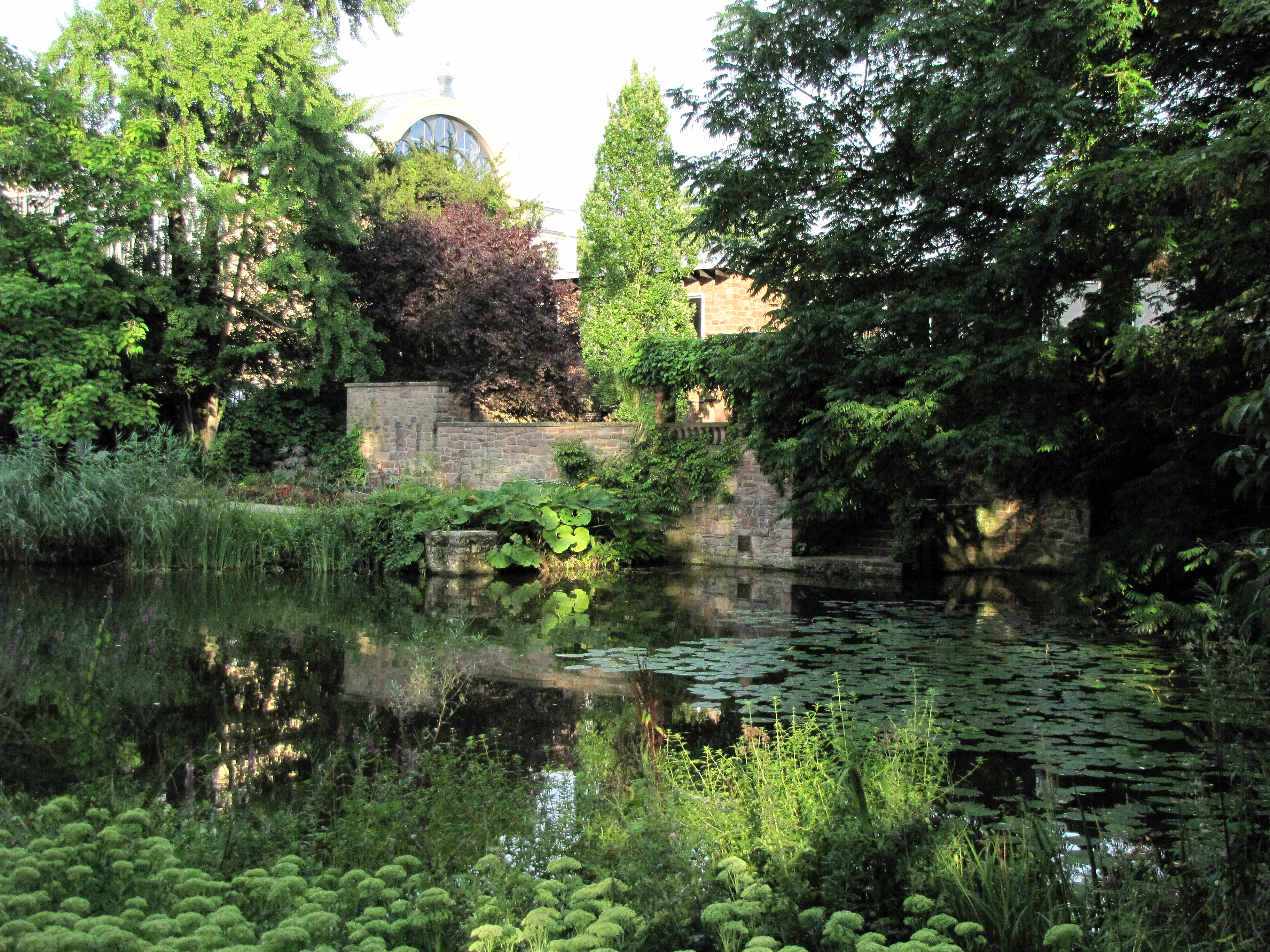
Югендштиль: Женский розовый сад (1906)

В течение второй половины XIX столетия в ботаническом парке неоднократно проводились различные выставки. В годы Второй мировой войны «Флора» серьёзно пострадала. Долгие восстановительные работы повлекли замену ряда зданий, возведённых согласно требованиям историзма в архитектуре, на новые, соответствующие функционализму современного зодчества. Не обошлось при этом и без потерь: здание храма Флоры, лишь незначительно во время войны повреждённое, при реставрационных работах было полностью снесено; стоявшая там статуя Флоры с тех пор утеряна. Металлический купол также убран, само здание упрощено до одноэтажного. Вновь для посетителей Ботанический сад открылся 29 декабря 1949 года. Полное окончание восстановительных работ было приурочено к 100-летию парка в 1964 году.
В 1980 году ботанический сад Флора включён в список охраняемых памятников города Кёльна. Вход на территорию Флоры свободный.

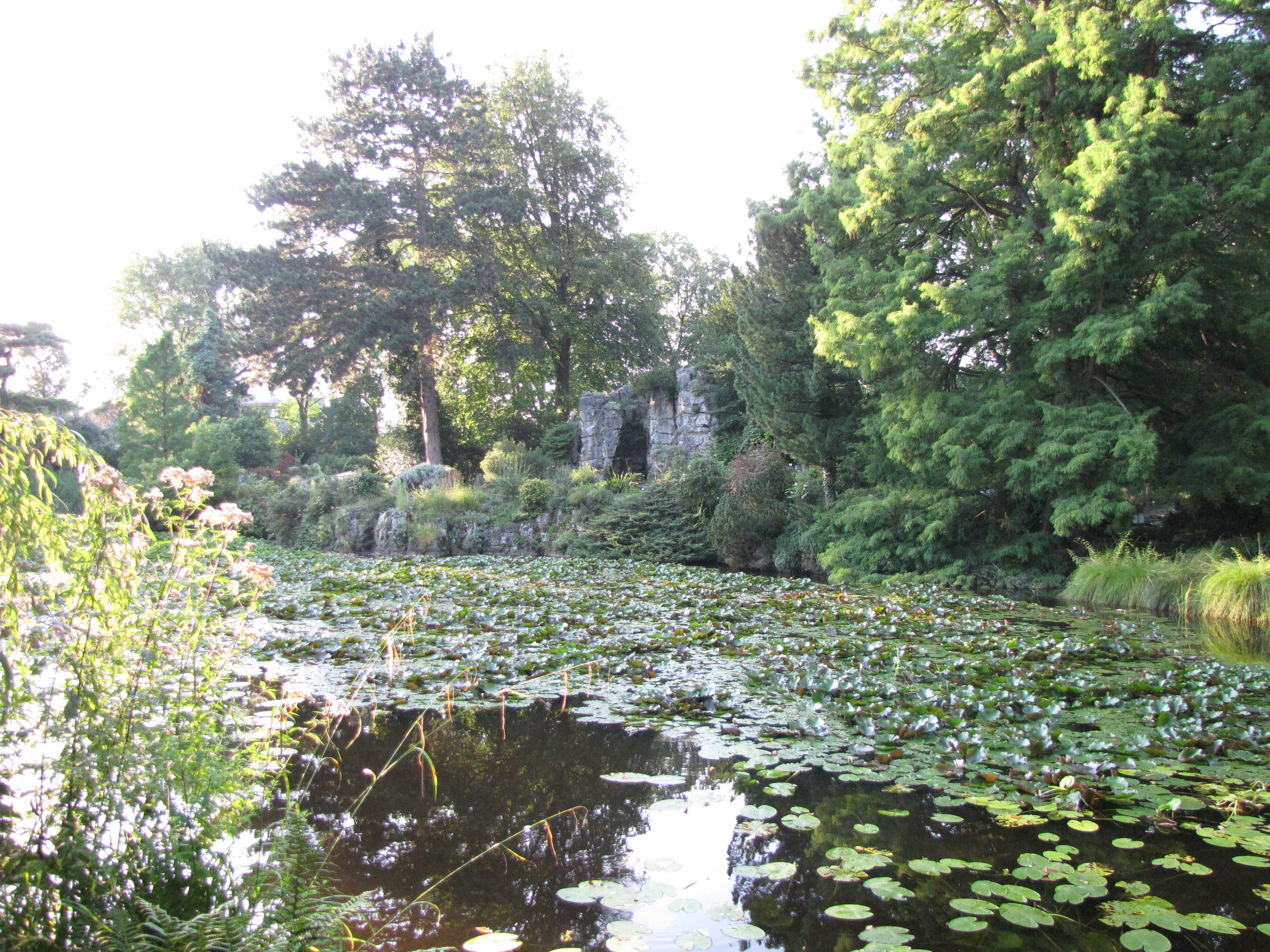
Альпинум с водяными розами
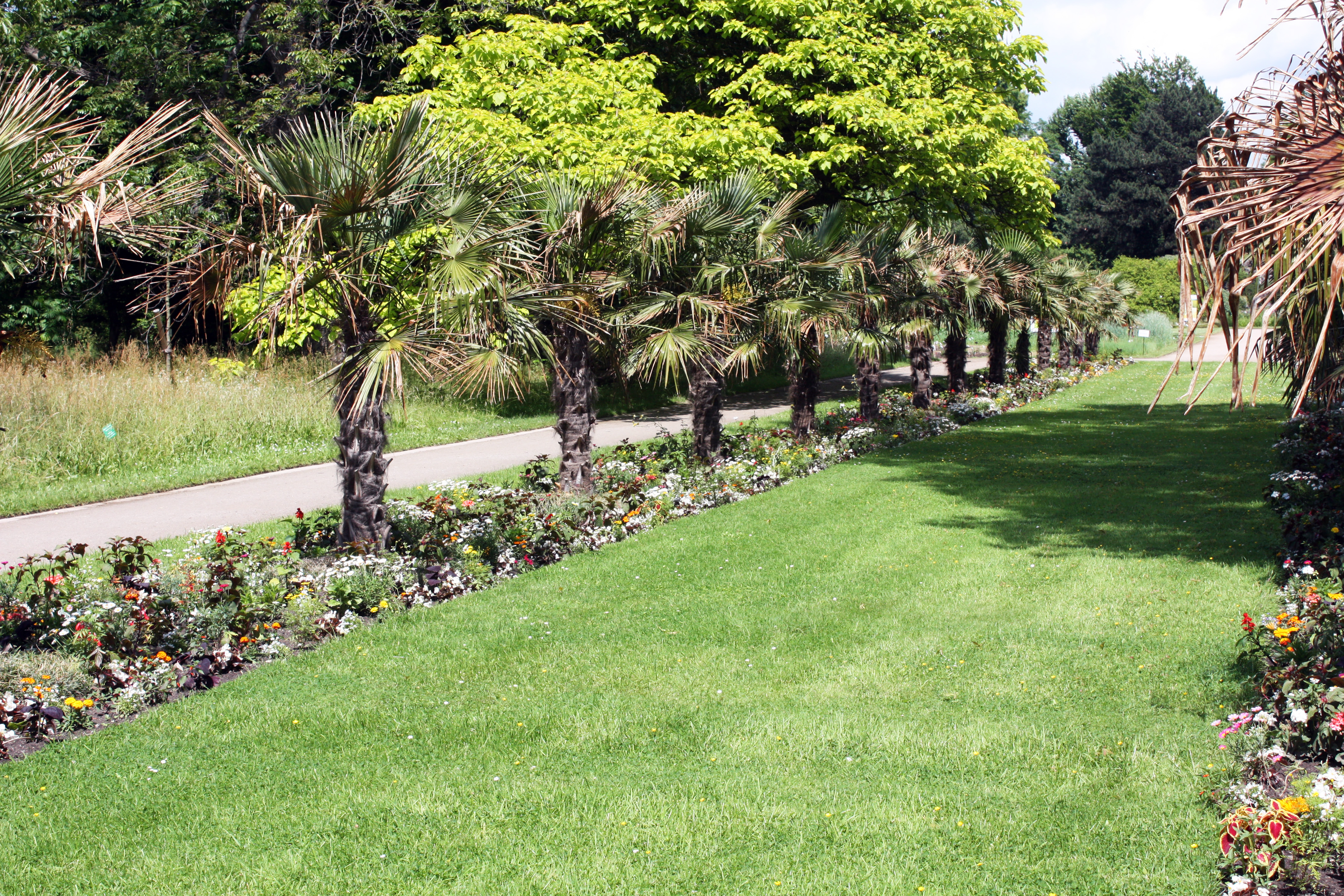
Пальмовая аллея
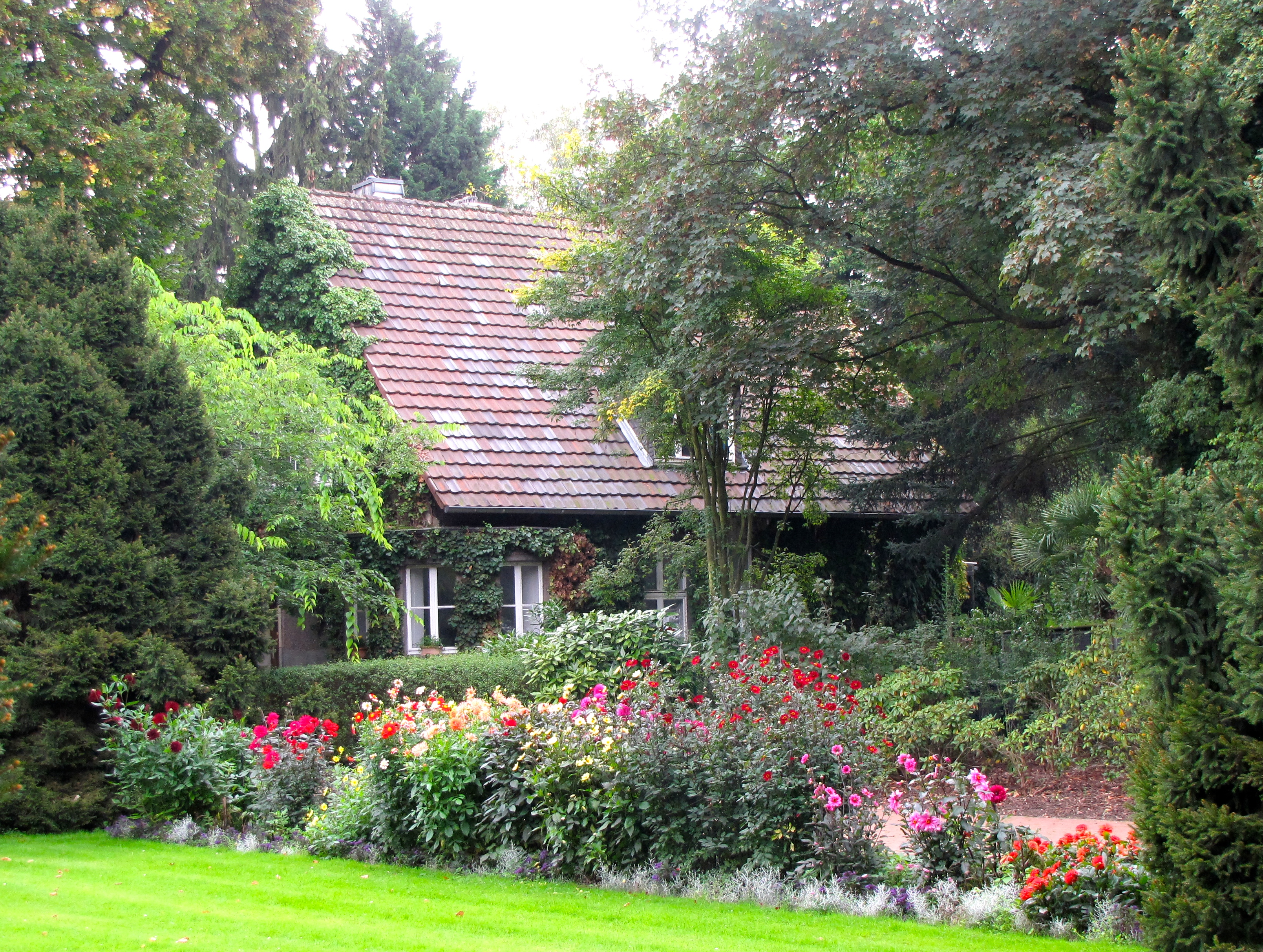
"Ведьмов домик"
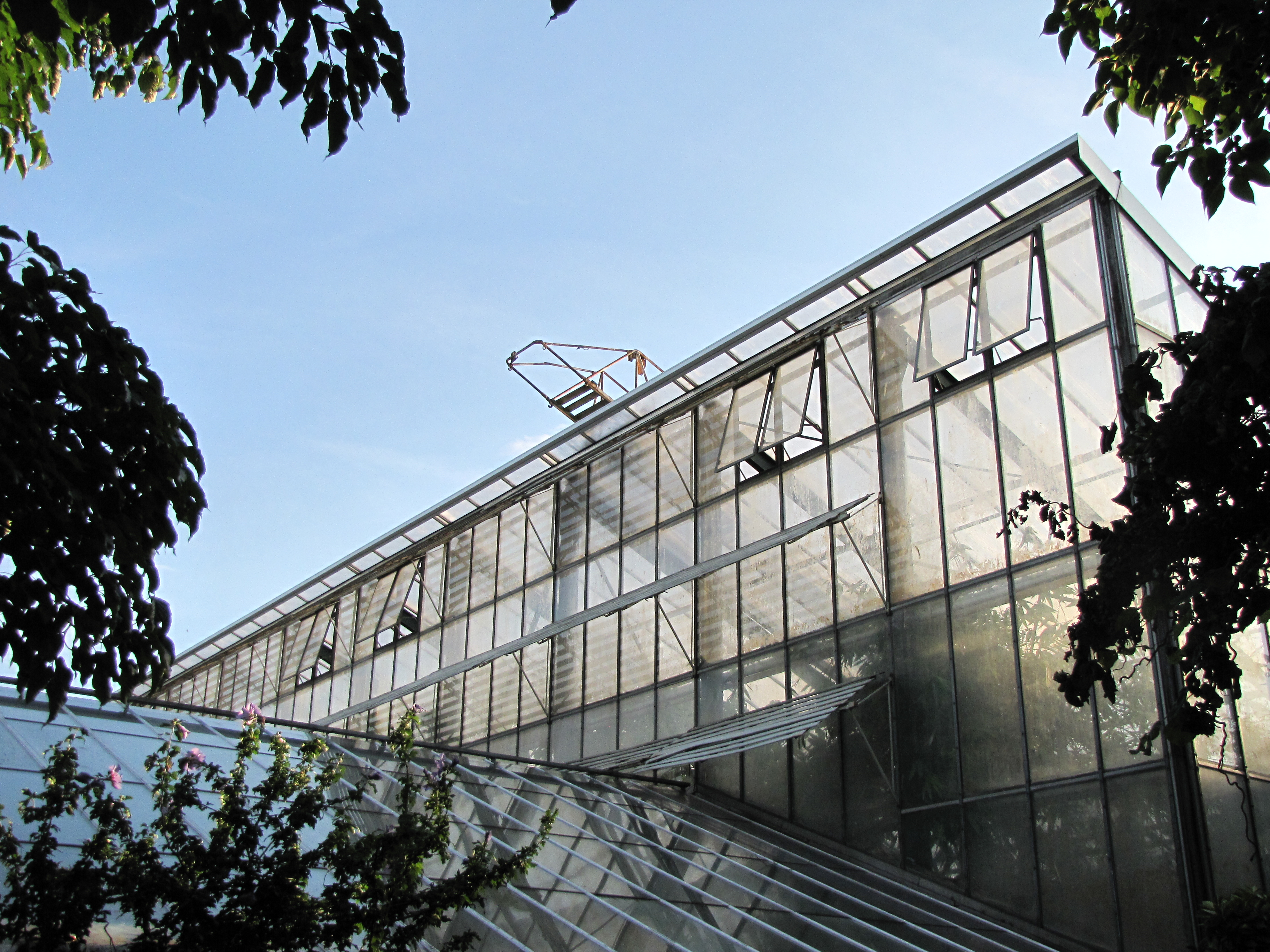
Большой тропический павильон (1954/55)
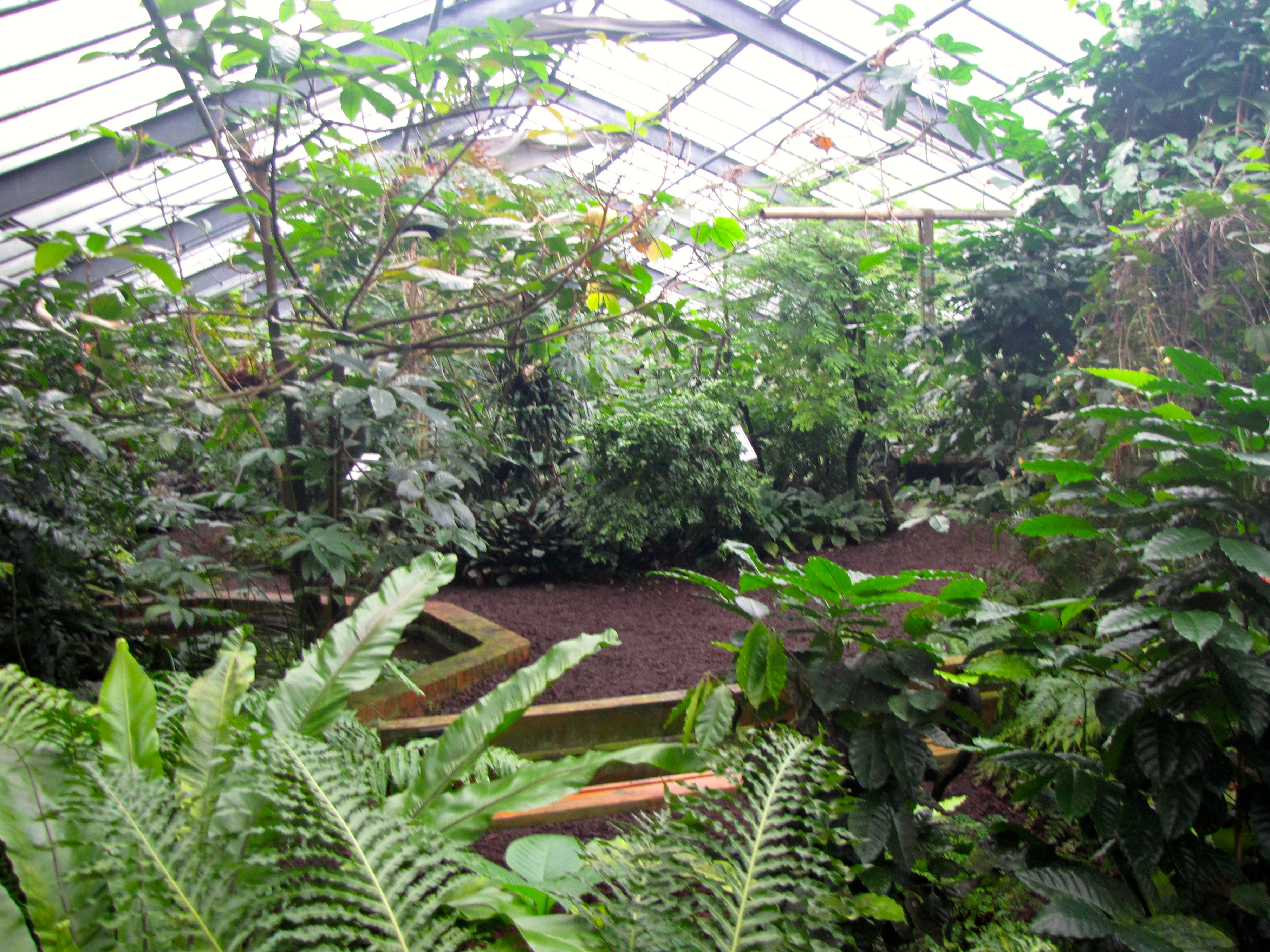
Малый тропический павильон (1950)
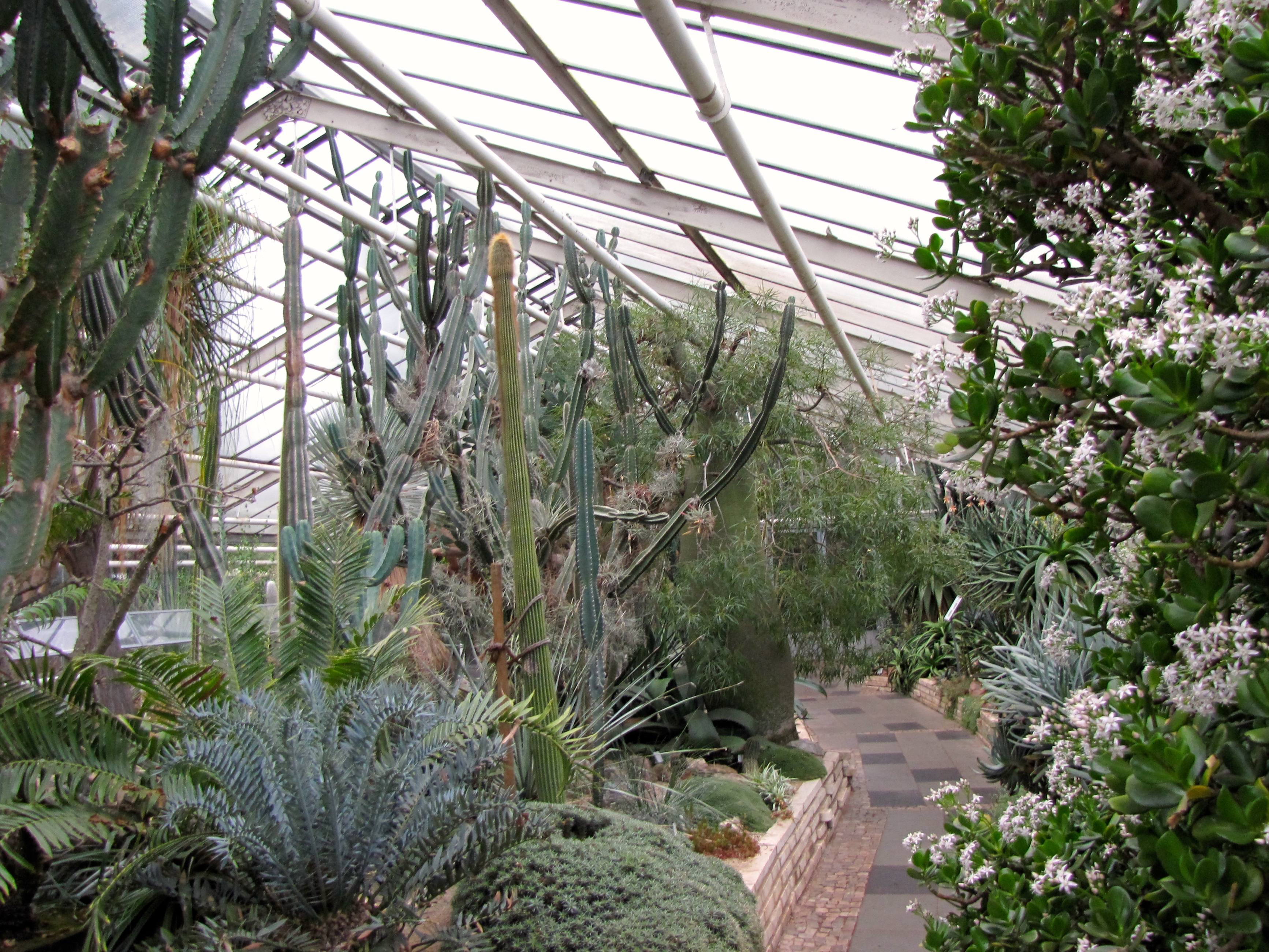
Павильон кактусов (1953)
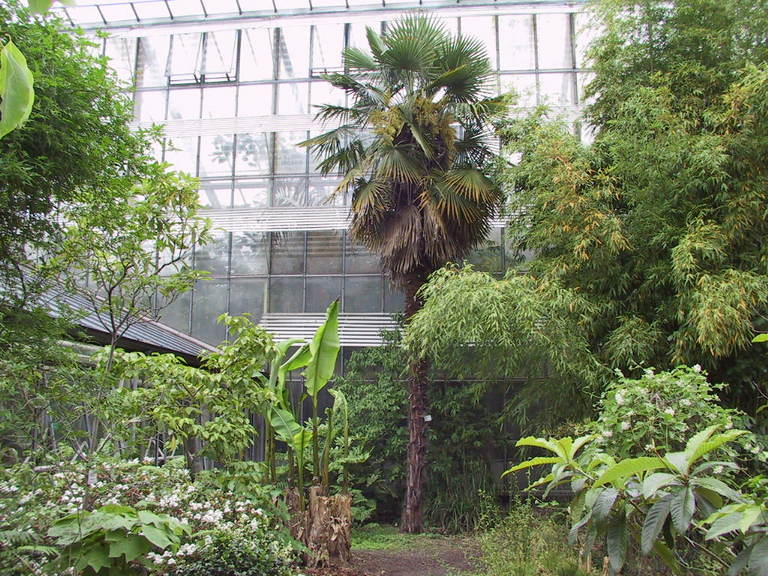
Тропический дворик(1957)
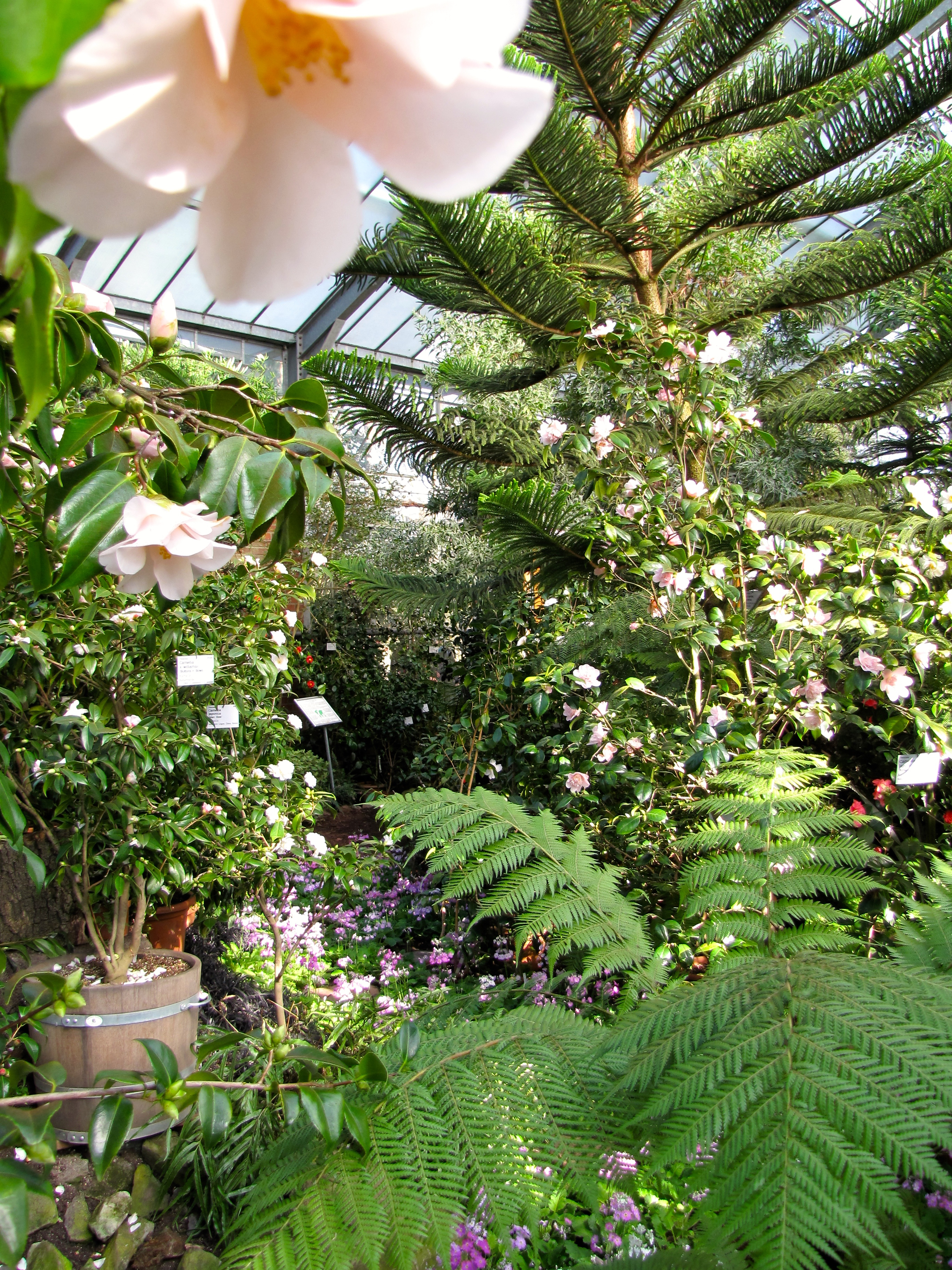
Субтропический павильон (1964)

## Парковый комплекс

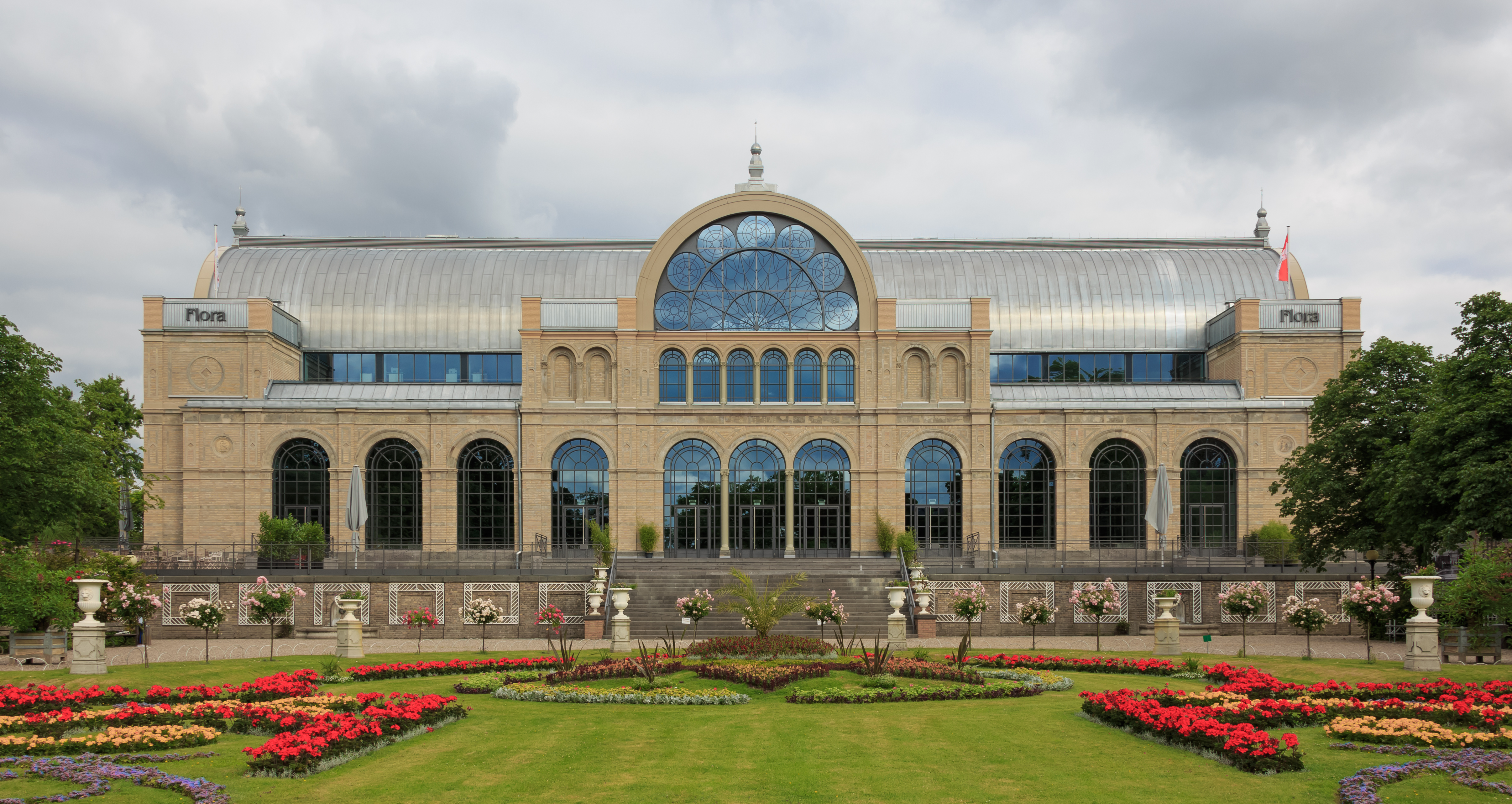
Дворец «Флора» после окончания реставрационных работ в 2014 году.

Во время восстановительных работ в парке построены новые павильоны, ориентированные на содержание определённых групп растений, отобранных по соответствующим климатическим зонам и условиям существования в естественной для них среде. Это малый павильон тропических растений (1950), павильон кактусов (1953) и большой павильон тропических растений (1954/55). Расположенные по соседству, они позволяют посетителю совершить «кругосветное путешествие» по различным тропическим и субтропическим зонам и регионам от влажного мангрового леса до засушливых лесостепей и пустыни. При проведении в 1957 году Германской выставки паркового искусства был открыт также «регион» с водяными и болотными растениями, в том числе из тропических лесов Южной Америки. В 1964 году открылся новый павильон субтропиков, в котором с 2000 года находится собрание камелий (насчитывает более 600 видов этих растений; отмечено международными наградами). В 2008 году здесь заложена первая в Германии пальмовая аллея.
При садовом комплексе создана «Зелёная школа Флоры» (нем. Grüne Schule Flora), которая бесплатно проводит занятия по 25 направлениям, согласно времени года и возрасту учеников; акцент при обучении делается на чувственно-практическом восприятии мира растений.
В парковом комплексе «Флоры», как под открытым небом, так и в закрытых, с поддерживаемым постоянно соответствующим микроклиматом павильонах произрастает более 10 тысяч различных видов растений. Территория ботанического сада украшена многочисленными скульптурными работами немецких и французских мастеров XIX—XX веков, колоннадами, малыми пластическими работами.

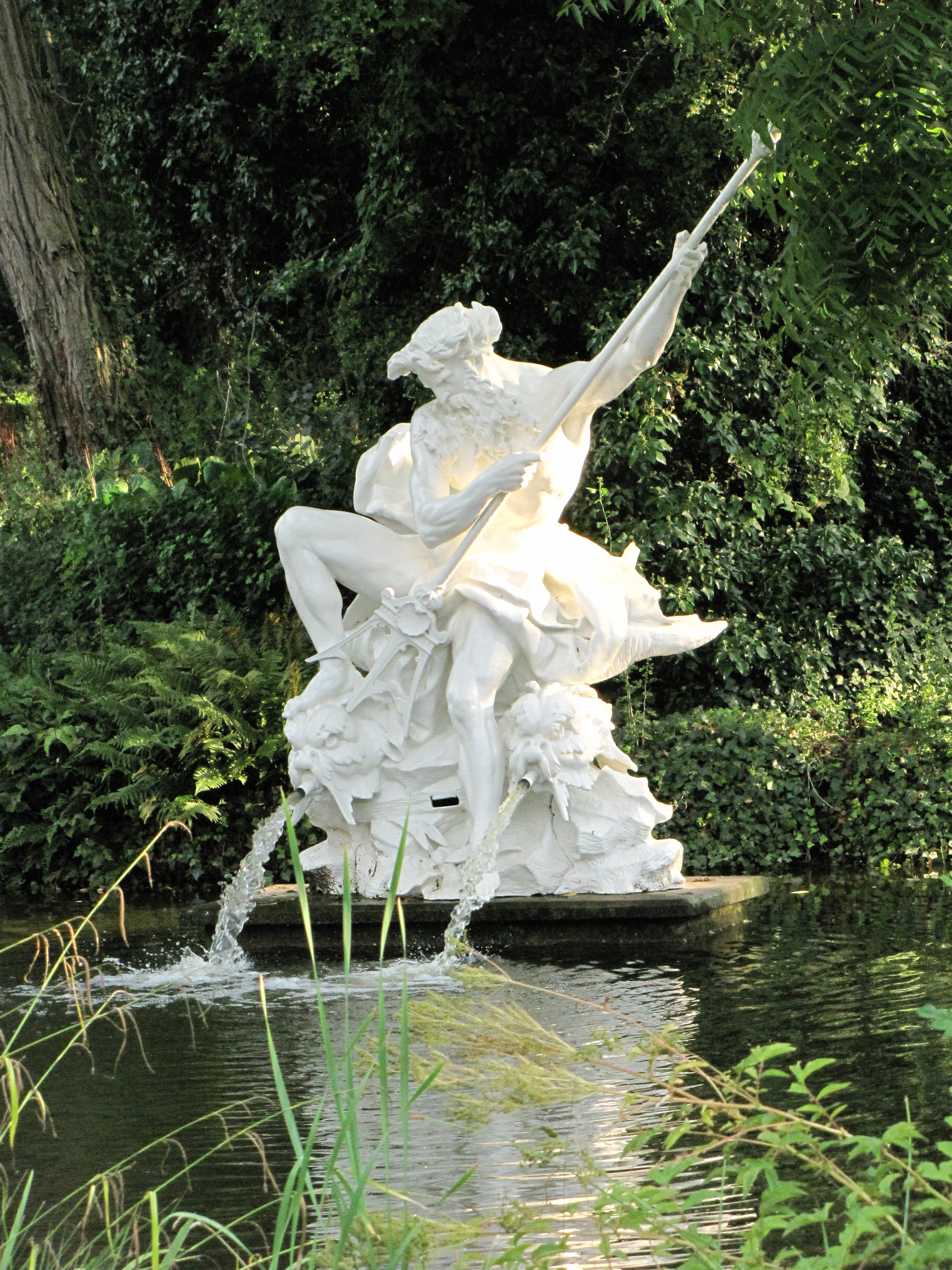
Нептун (1856)
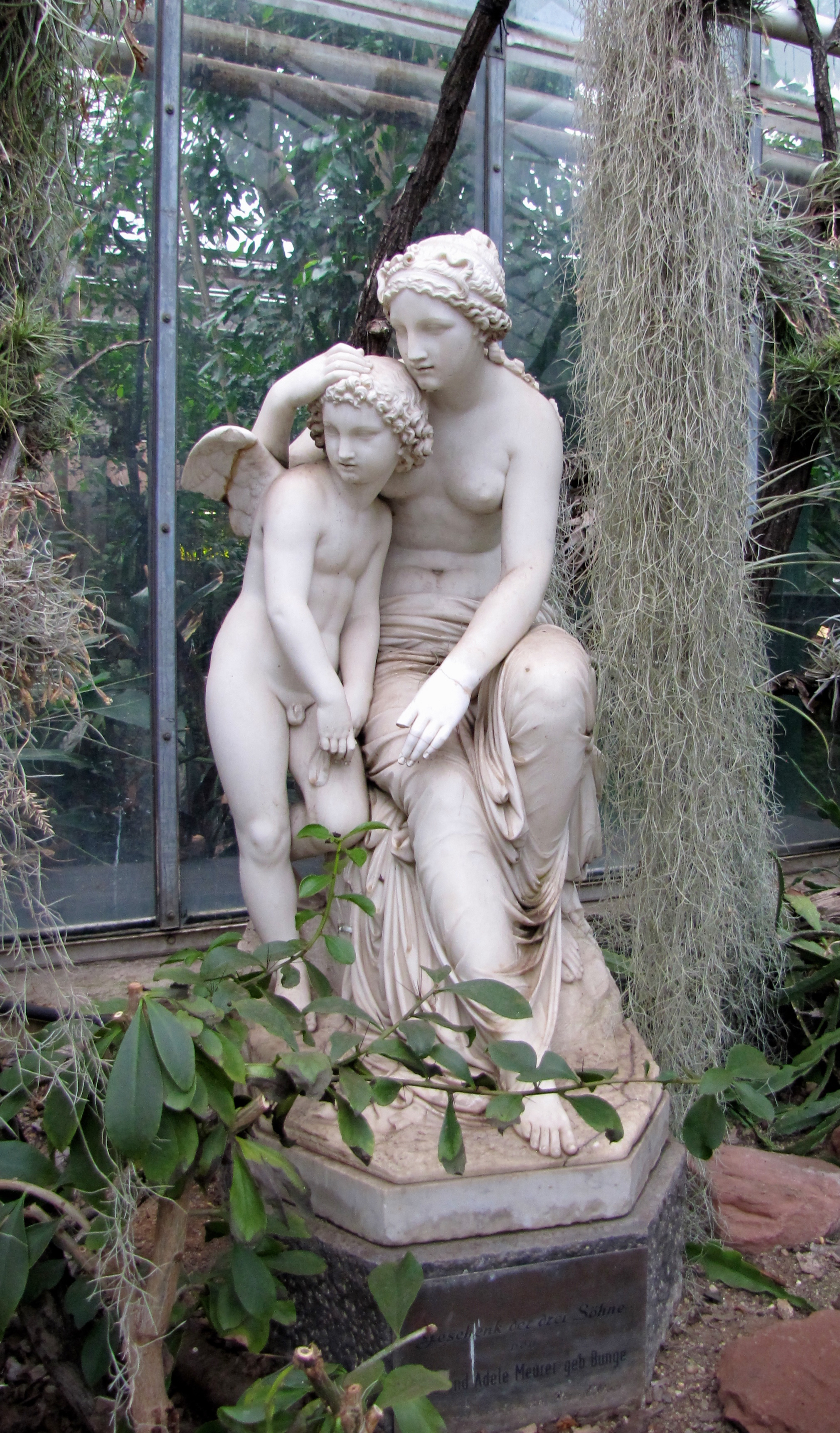
Венера и Амур (1863)
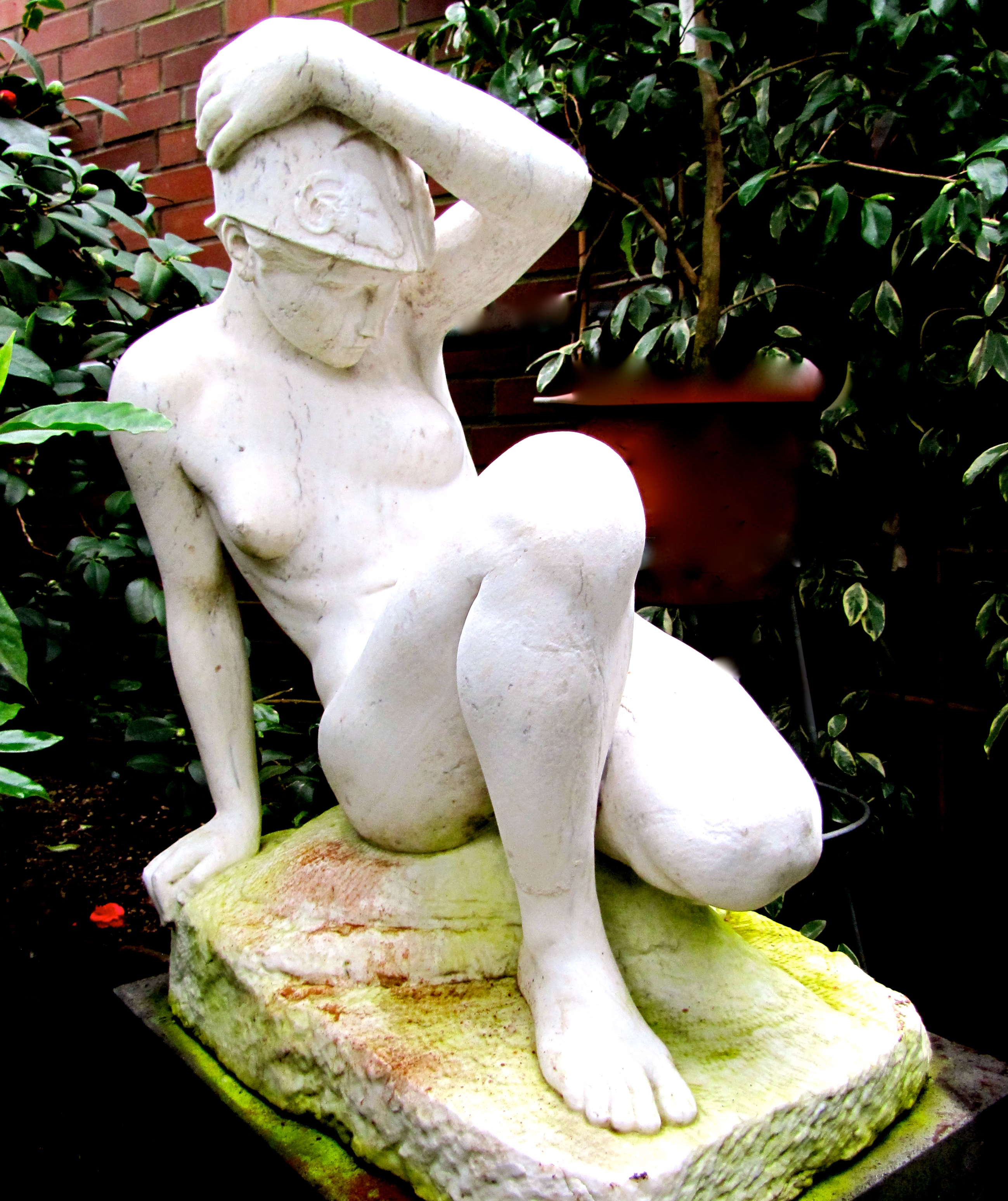
Погибающая амазонка (1910)
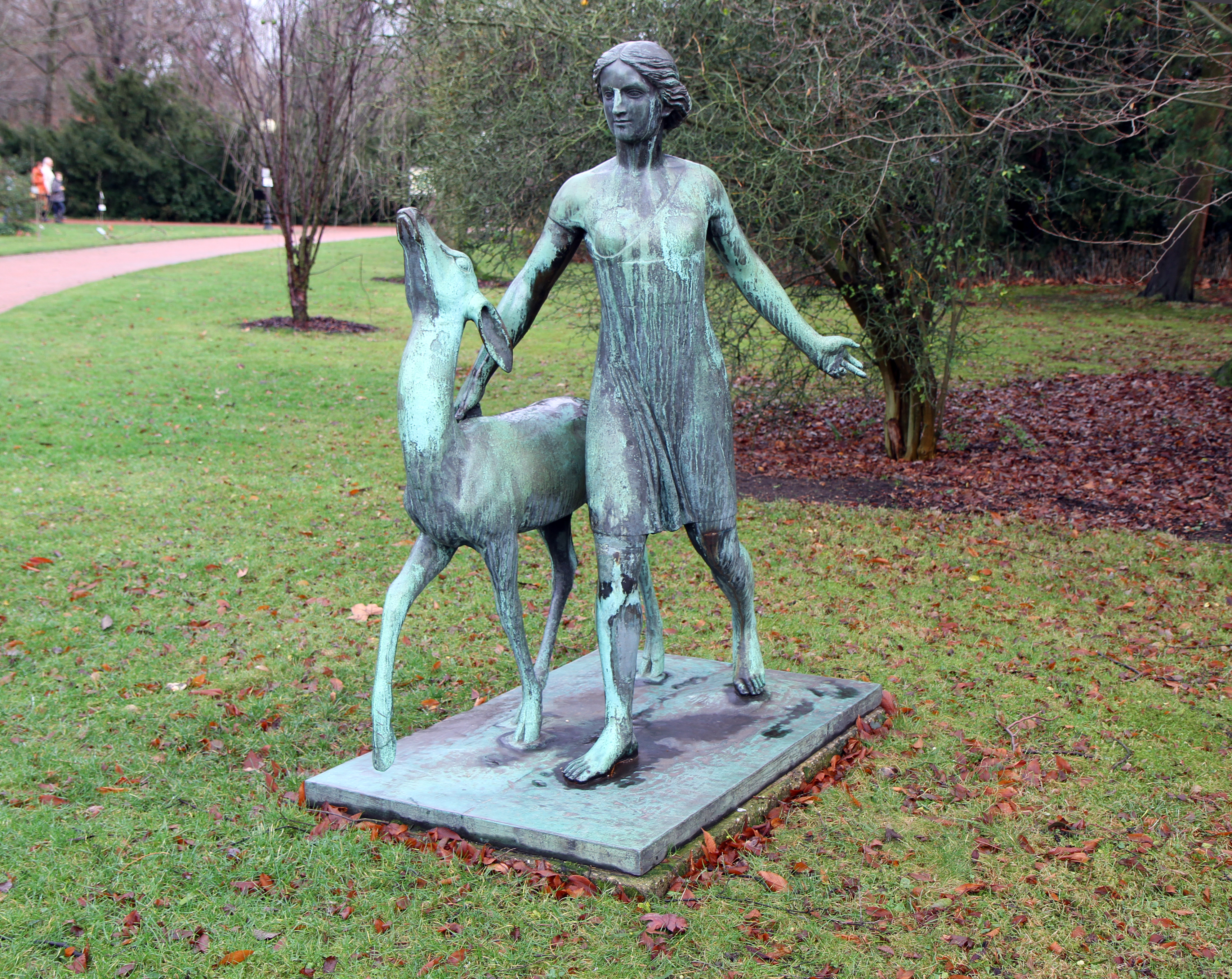
Девочка с оленем (1911)